# Caius Antonius
Caius Antonius (? – Kr. e. 42.) római politikus, katonatiszt, a plebeius Antonia gens tagja, a triumvir Marcus Antonius és Lucius Antonius testvére, Marcus Antonius Creticus középső fia volt.
Apjuk Kr. e. 74-es halála után kicsapongásokkal töltötte idejét két fivére, Marcus és Lucius társaságában. Politikai szerepvállalásáról egészen Kr. e. 49-ig nem tudunk, amikor is Caius Iulius Caesar legatusa lett. Kr. e. 44-ben kiérdemelte a praetori rangot, ugyanabban az évben, amikor bátyja consul, öccse pedig néptribunus lett. A számára kijelölt provincia Macedonia volt, ahova Marcus Iunius Brutus, Caesar egyik gyilkosa is érkezett. A proconsuli rangú Antonius hiába próbált meg ellene tenni, Brutus fogságába esett, és Kr. e. 42 elején kivégeztették. Ennek valószínűleg Hortensius uszítása volt az oka, aki minden áron vissza akart vágni Cicero egy évvel azelőtti haláláért Marcus Antoniusnak.